# Scinax manriquei
Scinax manriquei é uma espécie de anfíbio anuros da família Hylidae. Está presente na Venezuela. A UICN classificou-a como pouco preocupante.